# Fosfodihydroksyaceton
Fosfodihydroksyaceton, fosforan dihydroksyacetonu, DHAP – organiczny związek chemiczny biorący udział w wielu reakcjach, począwszy od cyklu Calvina w roślinach aż do procesu biosyntezy lipidów i eterów w Leishmania mexicana. Jego główna biologiczna rola polega na udziale w szlaku metabolicznym glikolizy.

## Fosfodihydroksyaceton w glikolizie
Fosfodihydroksyaceton jest niezbędny do prawidłowego przeprowadzenia procesu glikolizy, jednego z etapów oddychania komórkowego. Jest jednym z dwóch produktów rozpadu fruktozo-1,6-bisfosforanu (pod wpływem działania aldolazy), obok aldehydu 3-fosfoglicerynowego. Jest szybko i odwracalnie przekształcany do aldehydu 3-fosfoglicerynowego (reakcja prowadzona przez izomerazę triozofosforanową).